# Raveniola chinensis
Raveniola chinensis is een spinnensoort in de taxonomische indeling van de bruine klapdeurspinnen (Nemesiidae).
Raveniola chinensis werd in 1901 beschreven door Kulczyński.